# Спящий
«Спящий» (англ. Sleeper) — фантастическая кинокомедия Вуди Аллена, вышедшая на экраны в 1973 году. Главные роли исполнили сам Аллен и Дайан Китон. Американским институтом киноискусства признана одной из величайших кинокомедий в истории.
В фильме спародированы следующие ленты: «Утиный суп» (1933), «Трамвай „Желание“» (1951), «Космическая одиссея 2001 года» (1968), «THX 1138» (1971), «Заводной апельсин» (1971), «Последнее танго в Париже» (1972) и др.

## Сюжет
Майлз Монро, человек, состоящий из сплошных недостатков, в 1973 году лёг в больницу на простую операцию, а проснулся 200 лет спустя. Всё это время его держали в криогенной камере, а теперь его тайно разморозили учёные-революционеры, так как только он один в обществе будущего не состоит на учёте. Фактически его просто не существует.

## В ролях
- Вуди Аллен — Майлз Монро
- Дайан Китон — Луна Шлоссер
- Джон Бек — Эрно Виндт
- Мэри Грегори — доктор Мелик
- Дон Кифер — доктор Трайон
- Джон Маклайам — доктор Арагон
- Бартлетт Робинсон — доктор Орва
- Джеки Мейсон — робот Тейлор (озвучивание, в титрах не указан)

## Награды
- 1974 — премия «Хьюго» за лучшую постановку
- 1974 — номинация на премию Гильдии сценаристов США за лучший комедийный сценарий (Вуди Аллен, Маршалл Брикман)
- 1975 — номинация на премию Академии научной фантастики, фэнтези и фильмов ужасов за лучший научно-фантастический фильм
- 1975 — премия «Небьюла» за лучшую постановку (Вуди Аллен)